# Consacá
Consacá est une municipalité située dans le département de Nariño en Colombie.